# Powrót Anny
Powrót Anny (ang. Anna's Dream) – amerykański film telewizyjny z gatunku dramat obyczajowy z 2002 roku. Film emitowany był w Polsce także pod alternatywnym tytułem: Marzenie Anny.

## Treść
Nastoletnia sportsmenka Anna, ulega wypadkowi, w wyniku którego traci władzę w nogach. Po odbytej rehabilitacji wraca do domu na wózku inwalidzkim. W szkole trafia do klasy niżej, na dodatek opuszcza ją chłopak. Anna ma trudności z przystosowaniem się do nowej sytuacji, ale nie poddaje się.

## Obsada
- Lindsay Felton – Anna Morgan
- Connie Sellecca – Leslie Morgan
- Richard Thomas – Rod Morgan
- Melissa Schuman – Sheila
- Cara DeLizia – Beth Morgan
- Matt Newton – Neil Kennedy
- Rachel Grodnik – Gimnastyczka
- Courtney Jines – Julie Morgan
- Tyler Goucher – John Morgan
- Don Franklin – Tommy Thompson